# Марта Лејк (Вашингтон)
Марта Лејк (енгл. Martha Lake) насељено је место без административног статуса у америчкој савезној држави Вашингтон.

## Демографија
По попису из 2010. године број становника је 15.473, што је 2.84 (22,5%) становника више него 2000. године.
| Група             | 2000.          | 2010.          |
| Белци             | 10.349 (81,9%) | 10.497 (67,8%) |
| Афроамериканци    | 192 (1,5%)     | 464 (3,0%)     |
| Азијати           | 1.090 (8,6%)   | 2.387 (15,4%)  |
| Хиспаноамериканци | 467 (3,7%)     | 1.335 (8,6%)   |
| Укупно            | 12.633         | 15.473         |